# Imjingak

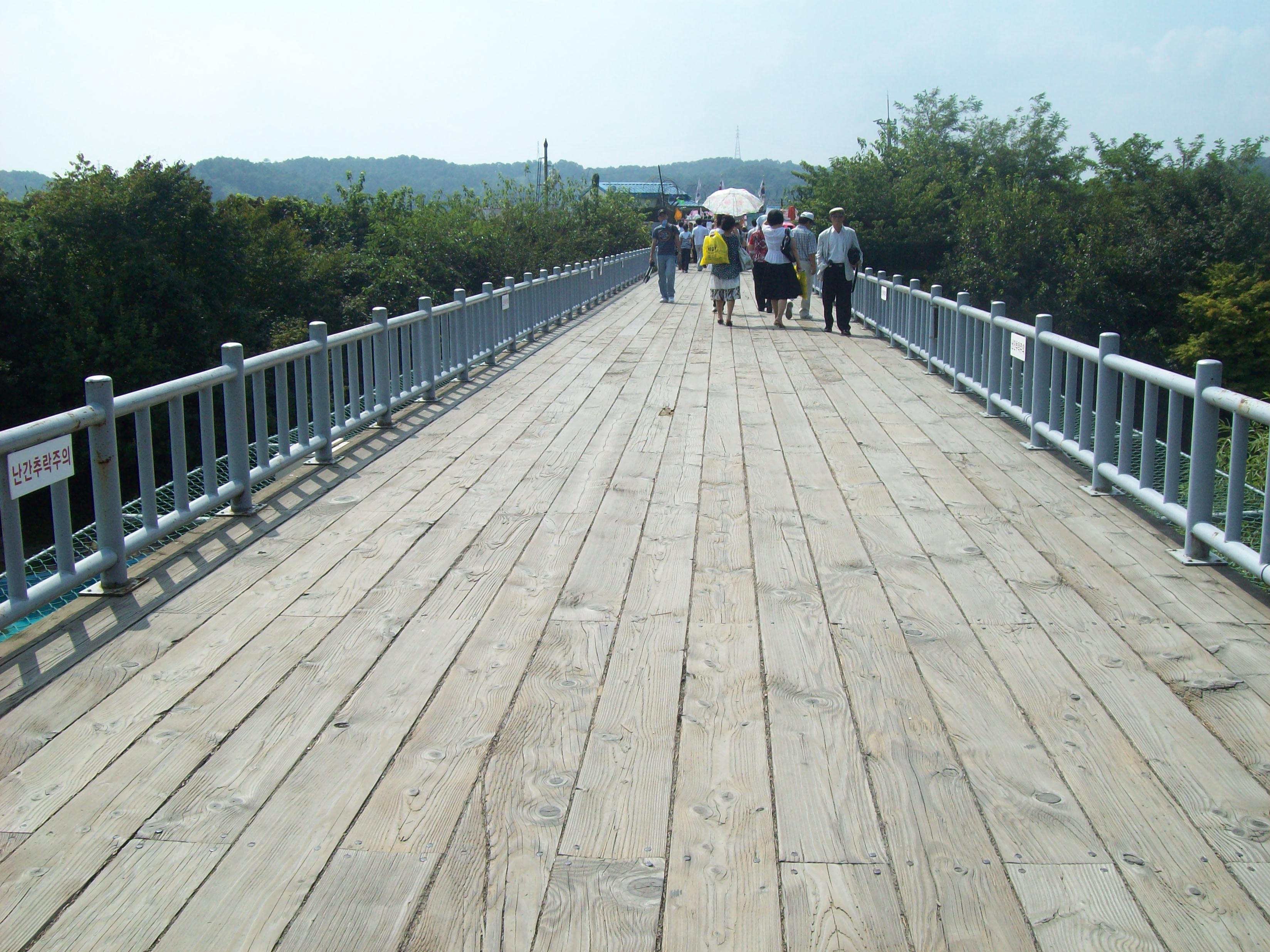
Puente de la Libertad

Imjingak ((en hangul, 임진각; en hanja, 臨津閣)), a veces llamado en inglés Imjingak resort, es un parque situado a orillas del río Imjin, sobre el trazado del antiguo ferrocarril Gyeongui, a las afueras de la ciudad de Paju, Corea del Sur. El parque cuenta con numerosas estatuas y monumentos relacionados con la guerra de Corea. También alberga un restaurante, una plataforma de observación, una piscina con la forma de la península de Corea y un pequeño parque de atracciones.
El parque fue construido en 1972 como consuelo para quienes, a ambos lados de la frontera, no pueden regresar a sus hogares, amistades y familias debido a la división de Corea. Actualmente, recibe aproximadamente 1,2 millones de visitantes al año.
En Imjingak se encuentra el Puente de la Libertad (Freedom Bridge), que cruza el río Imjin. Se trata de un antiguo puente ferroviario utilizado por prisioneros de guerra y soldados repatriados desde el Norte. Fue, hasta 1998, el único punto de salida desde Corea del Sur hacia la ZDC, aparte del Puente de la Libertad controlado por el Ejército de la República de Corea. También conectaba directamente con Camp Greaves, la Campana de la Libertad y Panmunjom. Este puente no debe confundirse con otro llamado también “Puente de la Libertad”, que servía simplemente como acceso a la estructura principal y actualmente cruza un arroyo cercano, enlazando con el ferrocarril intercoreano.

## Monumentos y memoriales

### Monumento a la 2.ª División de Infantería
La 2.ª División de Infantería fue la primera unidad estadounidense de gran tamaño en llegar a Corea continental el 23 de julio de 1950. Sustituyó al contingente de 540 hombres de la fuerza de tarea de la 24.ª División, que se había desplegado desde la base aérea de Itazuke (Japón). La 2.ª División combatió durante 16 días contra el Ejército Popular de Corea (KPA), en una batalla en la que incluso personal administrativo, músicos y técnicos se unieron a la defensa, obligando finalmente a la retirada del KPA.
Esta división es única, ya que está parcialmente compuesta por soldados surcoreanos conocidos como KATUSA (Apoyo Coreano al Ejército de EE. UU.). Unos 27.000 KATUSA sirvieron durante la guerra. Actualmente, sigue desplegada en Corea, donde sus 10.000 soldados representan aproximadamente el 35% del personal de las Fuerzas de Estados Unidos en Corea.
El monumento conmemora a todos los hombres valientes de la 2.ª División que sacrificaron sus vidas por Corea.

### Monumento a los “Rakkasans” del 187.º Regimiento Aerotransportado
El 3.º Batallón del 187.º Regimiento fue el primero en llegar a Corea, aterrizando en el aeropuerto de Kimpo el 23 de septiembre de 1950, bajo control operativo de la 1.ª División de Marines. El 187.º lideró el segundo y último asalto paracaidista en Corea el 23 de marzo de 1951, en la Operación Tomahawk.
Durante la guerra, tres miembros del regimiento recibieron la Medalla de Honor: Lester Hammond Jr., Rodolfo P. Hernández y Richard G. Wilson.

### Monumento a los Chamorros de Guam
Aproximadamente 1.000 guameños sirvieron en las fuerzas armadas de EE. UU. durante la guerra de Corea, de los cuales 20 chamorros fallecieron.
Este monumento conmemora su sacrificio en Imjingak, con otro idéntico en Hagåtña, capital de Guam.

### Monumento a los veteranos japoneses-estadounidenses de la guerra de Corea
Al igual que en la Segunda Guerra Mundial, muchos japoneses-estadounidenses se ofrecieron voluntariamente para servir en Corea. Fue la primera guerra en la que las tropas no estaban segregadas por raza, y japoneses-estadounidenses lucharon junto a soldados anglosajones, afroamericanos, latinoamericanos y surcoreanos en unidades integradas.
El 24 de mayo de 1997, la Asociación de Veteranos de la guerra de Corea Japoneses-Estadounidenses erigió un monumento con los nombres de 255 caídos. Más de 300 personas asistieron a su inauguración oficial en 2001, entre ellas 112 veteranos, sus familias, representantes de Corea del Sur y de EE. UU., medios de comunicación y el comandante de la 2.ª División de Infantería.

### Mangbaeddan

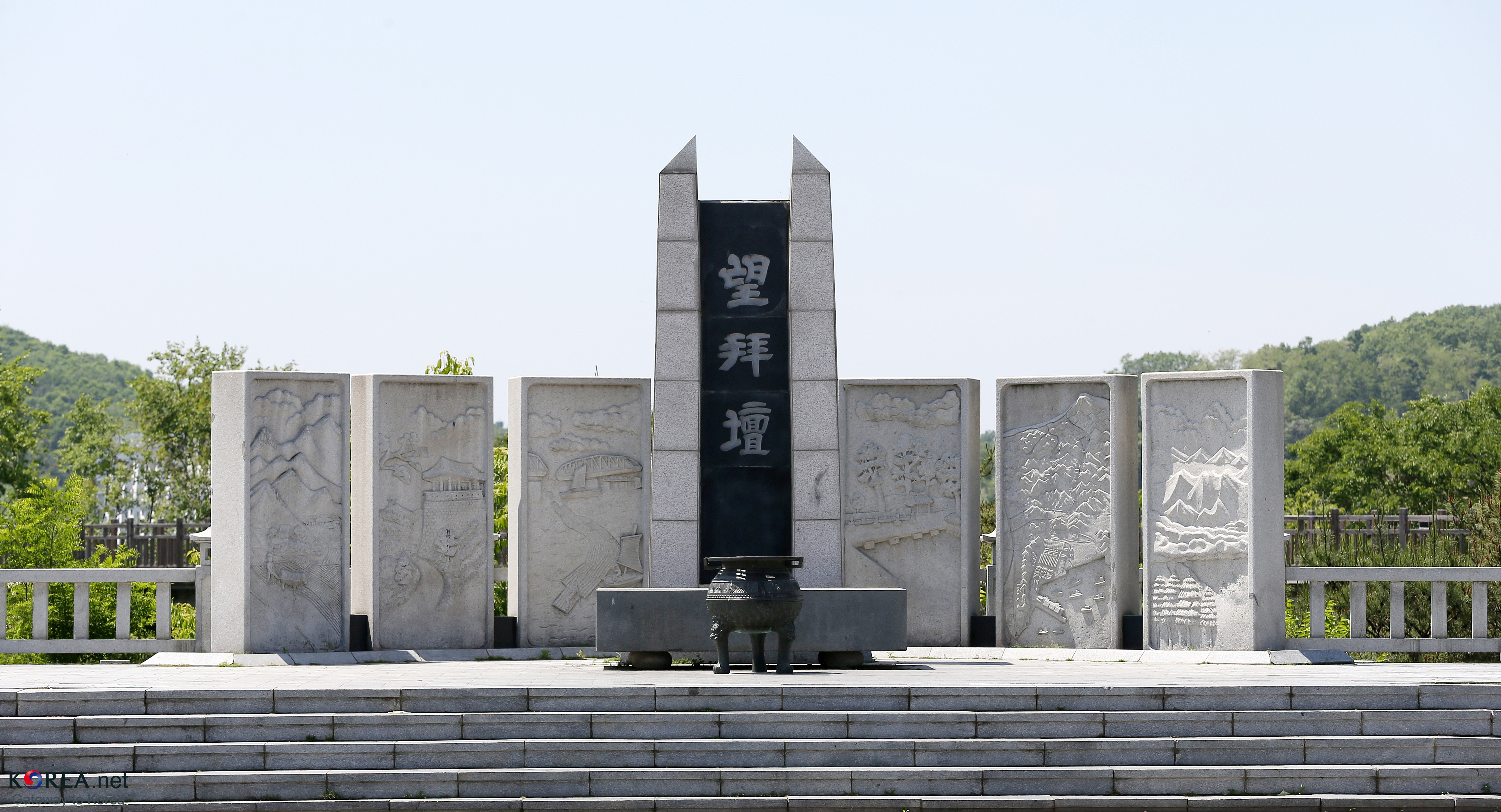
Mangbaeddan

Mangbaeddan es un memorial que permite a las personas desplazadas cuyos hogares están en Corea del Norte inclinarse simbólicamente ante sus familiares durante festividades como el Año Nuevo o Chuseok, como muestra de respeto filial. Este lugar conserva recuerdos dolorosos de las familias separadas por la guerra.

### Monumento a las Fuerzas de EE. UU. en la guerra de Corea
El Ministerio de Defensa surcoreano construyó este monumento para honrar los sacrificios de las tropas estadounidenses y recordar a los 37.000 muertos, 8.100 desaparecidos y prisioneros. 
Inaugurado el 3 de octubre de 1975, sus esculturas triangulares simbolizan la cooperación entre el ejército, marina, fuerza aérea e infantería de marina. La piedra central representa la memoria del pueblo surcoreano.

### Tren de la Paz
El último tren que cruzó la frontera entre el Norte y el Sur era un transporte militar con suministros para la ONU tras el avance de MacArthur en 1950. Se atascó en Hanpo (actual Corea del Norte) el 31 de diciembre debido a las tropas chinas. Incapaz de avanzar, y para evitar su captura, las tropas estadounidenses lo destruyeron. La locomotora era del tipo Mateo1.
La locomotora, oxidada y llena de impactos, se encuentra en el parque de Imjingak, cerca del puente ferroviario Dokgae. En 2004 fue registrada como Patrimonio Cultural como símbolo del tiempo que la frontera ha estado cerrada.

## Transporte público

### Tren
A 10 minutos caminando de la estación Imjingak de la línea Gyeongui (para visitar la estación Dorasan se requiere un procedimiento especial de entrada).

### Autobús
- Línea #058 (Munsan↔Majeong): 5 minutos caminando desde el Imjingak Resort.
- Línea #909 (Munsan↔Estación de Seúl): bajar en Terminal de Munsan → transbordo a #058 → bajar en Imjingak Resort. 5 minutos caminando.
- Línea #9710 (Munsan↔Myeong-dong-ip-gu): mismo procedimiento que anterior.

### Coche
Desde Estación de Seúl → Yeonsinnae → Gupabal → Gwansan-dong → Munsan → Imjingak (último punto de la Ruta Nacional n.º 1) Jayuro → MunsanI.C → Imjingak.